# RBFS
Рекурсивний пошук по першому найкращому збігу (англ. Recursive Best-First Search — RBFS) — це простий рекурсивний алгоритм, в якому робляться спроби імітувати роботу стандартного пошуку за першим найкращим збігом, але з використанням тільки лінійного простору.

## Загальні положення

### Приклад реалізації алгоритму на псевдокоді
```
function
 Recursive-Best-First-Search(problem) 
returns
 рішення result
  або індикатор невдачі 
failure

    RBFS(
problem
, Make-Node(Initial-State[
problem
] ) , ∞)

function
 RBFS(problem, node, f_limit) 
returns
 рішення result
  або індикатор невдачі failure і новий межа f-вартості f_limit
    
if
 Goal-Test[
problem
](State[
node
]) 
then return
 вузел 
node

    
successors
 ← Expand(
node
, 
problem
)
    
if
 множина вузлів-наступників successors пуста
      
then return
 failure, ∞
    
for each
 s 
in
 
successors
 
do

       f[s] ← 
max
(g(s)+h(s) , f[
node
] )
    
repeat

      best ← вузол з найменшим f-значенням в множині 
successors

      
if
 f[best] > 
f_limit
 
then return
 
failure
, f[
best
]
      alternative ← друге після найменшого f-значення в множині successors
      result, f[best] ← RBFS(problem, best, min{f_limit, alternative))
      
if
 result ≠ failure 
then return
 result
```

Він має структуру, аналогічну структурі рекурсивного пошуку в глибину, але замість нескінченного проходження вниз по поточному шляху даний алгоритм контролює f-значення найкращого альтернативного шляху, доступного з будь-якого предка поточного вузла. Якщо поточний вузол перевищує задану межу, то поточний етап рекурсії скасовується і рекурсія продовжується з альтернативного шляху. Після скасування даного етапу рекурсії в алгоритмі RBFS відбувається заміна f-значення кожного вузла вздовж даного шляху найкращим f-значенням його дочірнього вузла. Завдяки цьому в алгоритмі RBFS запам'ятовується f-значення найкращого листового вузла з забутого піддерева і тому в деякий наступний момент часу може бути прийнято рішення про те, чи варто знову розгортати це піддерево.

### Застосування
Подивимось як за допомогою алгоритму RBFS відбувається пошук шляху в Бухарест.
Етапи пошуку найкоротшого маршруту в Бухарест за допомогою алгоритму RBFS. Значення f-межі для кожного рекурсивного виклику показано над кожним поточним вузлом:

## Переваги та недоліки
Алгоритм RBFS є трохи ефективнішим в порівнянні з IDA*, але все ще страждає від недоліку, пов'язаного із занадто частим повторним формуванням вузлів. У прикладі, наведеному на рис. 1, 2, 3, алгоритм RBFS спочатку слідує по шляху через вузол RimnicuVilcea, потім «змінює рішення» і намагається пройти через вузол Fagaras, після цього знову повертається до відкинутого раніше рішенням. Такі зміни рішення відбуваються у зв'язку з тим, що при кожному розгортанні поточного найкращого шляху велика ймовірність того, що його f-значення збільшиться, оскільки функція h зазвичай стає менш оптимістичною в міру того, як відбувається розгортання вузлів, більш близьких до мети. Після того як виникає така ситуація, особливо у великих просторах пошуку, шлях, який був другим після найкращого, може сам стати найкращим шляхом, тому в алгоритмі пошуку доводиться виконувати повернення, щоб пройти по ньому. Кожна зміна рішення відповідає одній ітерації алгоритму IDA* і може вимагати багато повторних розгортань забутих вузлів для відтворення найкращого шляху і розгортання шляху ще на один вузол.
Як і алгоритм пошуку A*, RBFS є оптимальним алгоритмом, якщо евристична функція h(n) допустима. Його просторова складність дорівнює 0 (bd), але охарактеризувати тимчасову складність досить важко: вона залежить і від точності евристичної функції, і від того, наскільки часто відбувалася зміна найкращого шляху в міру розгортання вузлів. І алгоритм IDA*, і алгоритм RBFS схильні до потенційного експоненціального збільшення складності, пов'язаної з пошуком в графах, оскільки ці алгоритми не дозволяють визначати наявність повторюваних станів, відмінних від тих, які знаходяться в поточному шляху. Тому дані алгоритми здатні багато разів досліджувати один і той же стан.
Алгоритми IDA* і RBFS страждають від того недоліку, що в них використовується занадто мало пам'яті. Між ітераціями алгоритм IDA* зберігає тільки єдине число — поточний межа f-вартості. Алгоритм RBFS зберігає в пам'яті більше інформації, але кількість використовуваної в ньому пам'яті виміряється лише значенням O (bd): навіть якщо б було доступно більше пам'яті, алгоритм RBFS не здатний нею скористатися.